# Volodimir Jurijovics Husztov
Volodimir Jurijovics Husztov (ukránul: Володимир Юрійович Густов; Kijev, 1977. február 15. –) ukrán profi országúti kerékpáros, a Cervélo TestTeam versenyzője.

## Pályafutása

### Fassa Bortolo
Az olasz csapat versenyzője volt megalakulásától annak feloszlatásáig, utána a dán Team CSC-hez szerződött.

### Team CSC
A 2008-as Tour de France hegyi szakaszain segítője volt a Schleck-fivéreknek és a végső győztes Carlos Sastrénak is.

### Cervélo
2009-től az újonnan alakult Cervélo TestTeam tagja.